# Luis Merlo de la Fuente
Luis Merlo de la Fuente Ruiz de Beteta (Valdepeñas, ... – ...; fl. XVII secolo) è stato un generale spagnolo che ricoprì la carica di Governatore Reale del Cile nel 1610-11.

## Biografia
Nacque a Valdepeñas, in Spagna, da Luis Merlo de la Fuente e Maria Ruiz de Betena. Si trasferì nelle Americhe, in particolare a Panama, nel 1588 i qualità di oidor (giudice), per poi trasferirsi a Lima, Perù. Qui il viceré del tempo, García Hurtado de Mendoza, lo mandò a Santiago per giudicare il governatore , Alonso de Sotomayor, di possibile cattiva condotta.
In seguito viaggiò come emissario di numerose città. Quando Filippo III di Spagna decise di restaurare la Audiencia Reale del Cile, fu scelto come uno degli oidor che la componevano. I membri dell'Audiencia giunsero a Santiago il 24 aprile 1609, e si insediarono il 9 settembre dello stesso anno.
In seguito ad una malattia del governatore Alonso García de Ramón, Merlo de la Fuente fu designato come suo successore, ed assunse il comando il 2 settembre 1610. Mantenne questo incarico fino al 15 gennaio 1611. In questo periodo Merlo de la Fuente affrontò una rivolta degli indiani Mapuche che tentavano di approfittare della morte del precedente viceré.
Nel 1612 tornò a Lima, e nel 1620 lasciò il servizio della Corona.